# Coronula reginae
Coronula reginae är en kräftdjursart som beskrevs av Darwin 1854. Coronula reginae ingår i släktet Coronula och familjen Coronulidae. Inga underarter finns listade i Catalogue of Life.

## Bildgalleri

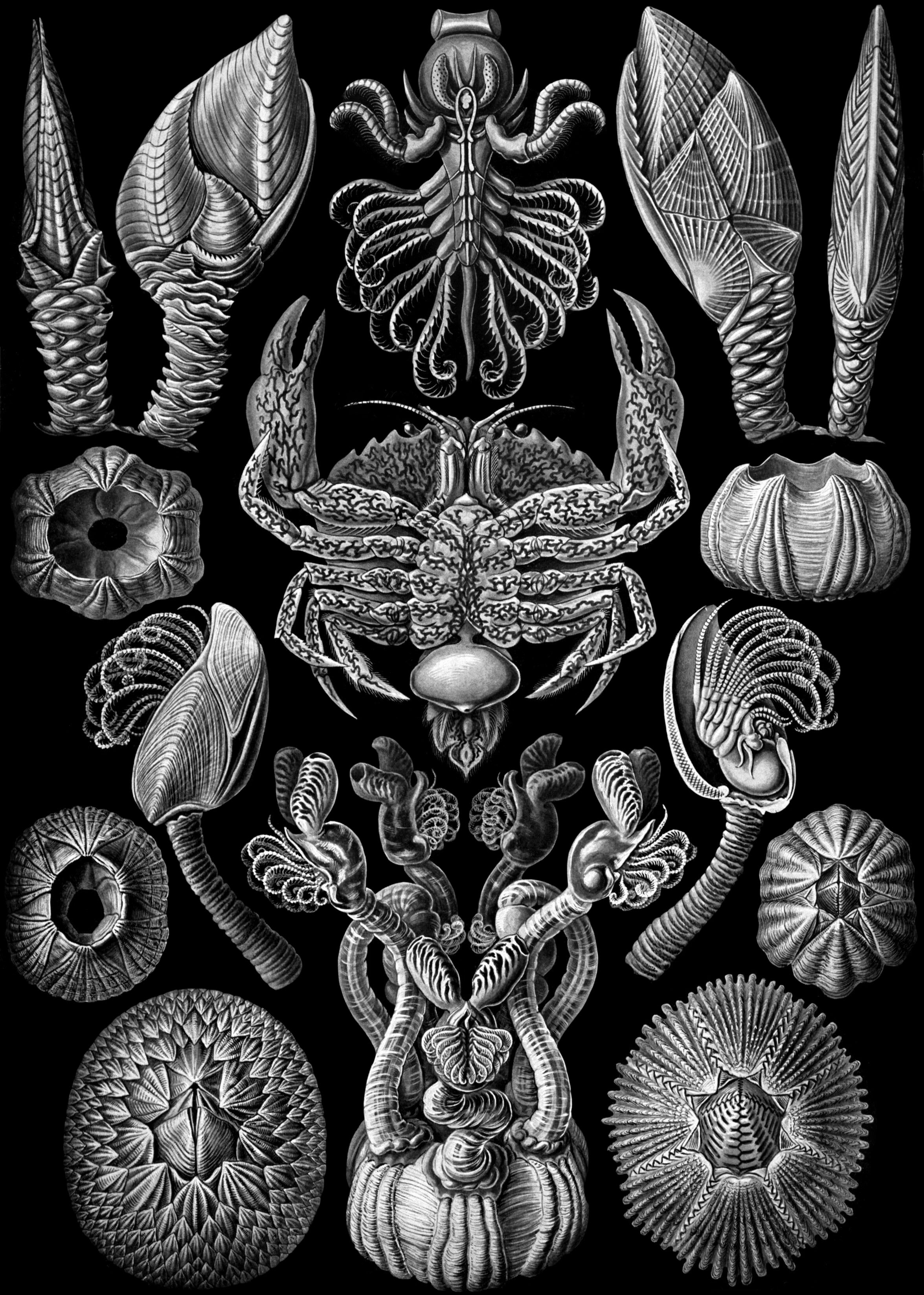